# Magyar Polgár
A Magyar Polgár 1867–1904 között Kolozsváron megjelent politikai lap, a balközép erdélyi lapja. Kezdetben hetente kétszer, 1870-től naponta jelent meg. Székhelye a Szentegyház utcában volt, fiókjai működtek Désen, Tordán, Szamosújváron és Nagyenyeden.

## Története
1867-ben indította el K. Papp Miklós nyomdatulajdonos. Eleinte hetente kétszer, vasárnap és szerdán jelent meg. 1869-ben már ezer előfizetője volt; idézték a pesti lapok idézték, és olvasták Romániában is. 1870-től kezdve már naponta megjelent. 1875-től a Szabadelvű Párt lapja lett, 1886-ban egyesült a Kolozsvári Közlöny című – korábban kormánypárti, ekkor már szintén szabadelvű  – lappal, és 1886. december 24-től Kolozsvár címen jelent meg 1898-ig, amikor visszatért korábbi nevéhez. 1904. március végén szűnt meg.

## Tartalma és munkatársai
Nem törekedett a fővárosi lapok utánzására, így a legjobb vidéki lap lett. Közölt megyei és városi tudósításokat, levelezést, közgazdasági cikkeket, magyarországi és európai híreket, továbbá színvonalas vezércikkeket és tárcákat. Tudósított a helyi politikai és kulturális eseményekről, és rendszeresen jelentkezett a román sajtó szemléjével.  Külön riport- és sportrovata is volt, és interjúkat is közölt. Különlegességnek számított, hogy 1872-től nem csak a lap hátoldalán, hanem az első oldalon is jelentek meg reklámok. 1875-től kezdve Történeti Lapok címmel mellékletet jelentett meg, amelyben történeti forrásokat tett közzé. 
K. Papp Miklóst Mátray Ernő segítette a szerkesztésben. A vezércikkeket kettejükön kívül Molnár Antal, Herman Ottó, Hegedüs Sándor írták. Jakab Elek tárcákat közölt. A lapban rendszeresen jelentkezett P. Szathmáry Károly (fővárosi levelek) illetve Moldován Gergely (román sajtószemle). Munkatársai voltak továbbá Brassai Sámuel, Sebesi Jób, Jakab Ödön, Gyulai Pál, Szász Károly, Thury Zoltán, Kőváry László, Szilágyi Sándor is; Paál Árpád és Kiss József verseket tett közzé.
A 19. század végén a felelős szerkesztő és laptulajdonos Hindy Árpád volt, kiadó pedig Ajtai K. Albert.